# Camptotypus cinctator
Camptotypus cinctator là một loài tò vò trong họ Ichneumonidae.